# العريس الخامس (فلم)
العريس الخامس هو فيلم كوميدي رومانسي مصري تم إنتاجه عام 1942، من إخراج أحمد جلال و بطولة آسيا داغر وحسين صدقي وعباس فارس وبشارة واكيم وفؤاد شفيق ومحسن سرحان.

## قصة الفيلم
بعد غرق يوسف باشا الثري الكبير ترث زوجته بهيرة هانم مبلغًا كبيرُا وتصبح محط أنظار طلاب الثروات، كل يحاول الظفر بها ويطلب يديها وبالأخص رشيد وعزيز وحسنى وصفوت. تضيق ذرعًا وترحل إلى عزبتها وتعدهم بأنها ستعود بعد شهر لتحتفل بعيد ميلادها، وفي تلك المناسبة سوف تعلن اسم عريسها المختار. وتعهد إلى بعض من تثق فيهم أن يتحروا حقيقة كل عريس منهم. تجئ التقارير عن العرسان الأربعة، منهم الغارق في الديون ومنهم الطائش والمزور. في الموعد كشفت لكل منهم عن حقيقته فخرجوا من الحفل وهم في أسوأ حال. تسأم بهيرة حياة الوحدة والفراغ. وتسافر إلى الأقصر هربًا من نفسها وظروفها، وهناك تلتقى بشاب فقير يدعى أحمد أعجبت به فقررت أن تتظاهر بالفقر لكي تتبين حقيقة عواطفه، وذلك بأن تجعل خادمتها تقوم بدور السيدة، وتقوم هي بدور الخادمة لكنها تكتشف أن الشاب أحبها لذاتها، وأنه أيضًا ثري تخفى كي يحصل على الزوجة المناسبة.

## فريق العمل

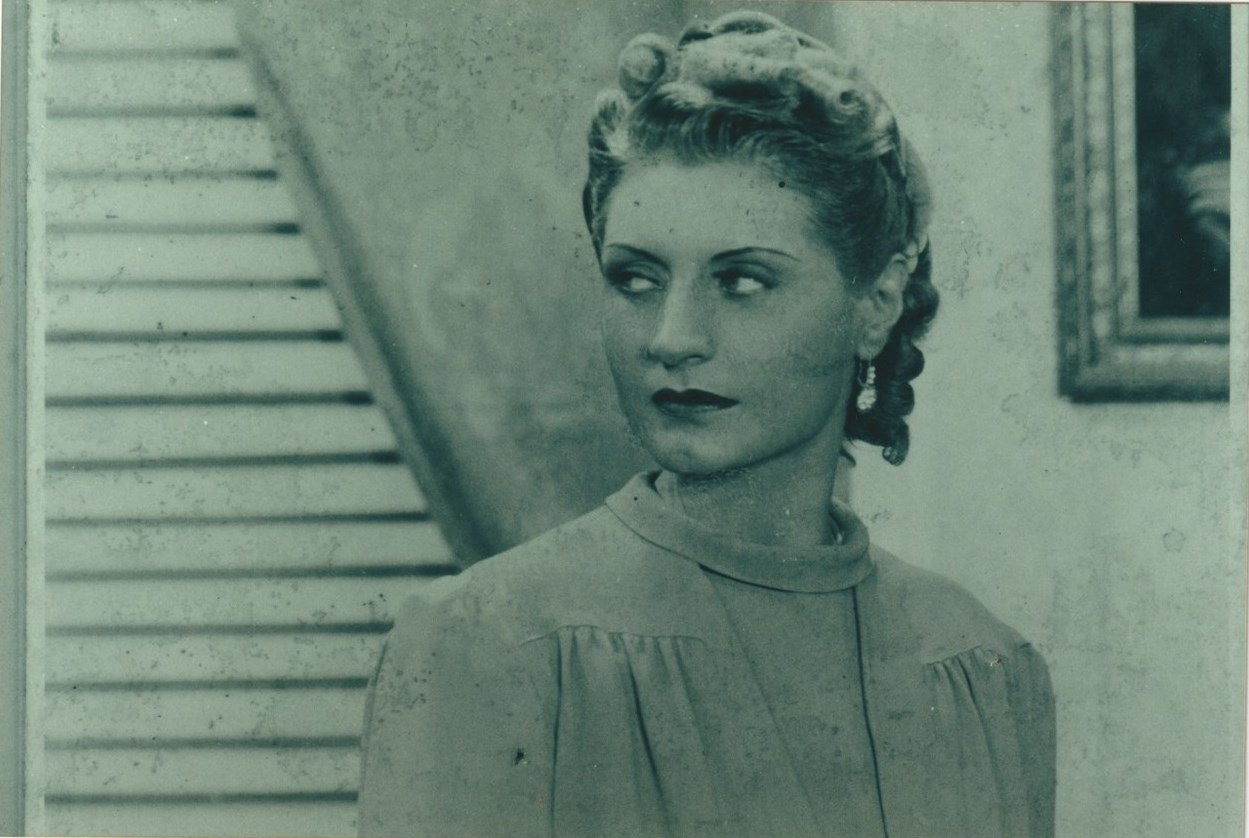
آسيا داغر بدور شخصية بهيرة

تأليف وإخراج: أحمد جلال
إنتاج: لوتس فيلم (آسيا داغر)
بطولة:
- آسيا داغر (بهيرة)
- حسين صدقي (جعفر/أحمد)
- عباس فارس (رشيد بك)
- فؤاد شفيق (صفوت بك)
- بشارة واكيم (حسني بك)
- محسن سرحان (عزيز بك)
- سميحة سميح (أمينة)
- لطفية نظمي (سنية)
- ثريا فخري (عليّة)
- ليلى حلمي (بدوية)
- ثريا حلمي (سوسو)
- روحية خالد
- ماري منيب

## روابط خارجية
- مقالات تستعمل روابط فنية بلا صلة مع ويكي بيانات